# Норфенефрин
Норфенефрин (INN) или мета-октопамин (3-октопамин), также известный как 3,β-дигидроксифенетиламин — адреносимпатомиметический наркотик продаваемый в качестве лекарственного средства в Европе, Японии и Мексике. Вместе со своим структурным изомером p-октопамином и тирамином, норфенефрин — натуральный амин эндогенного происхождения, также норфенефрин играет роль нейромедиатора головного мозга.
Торговые названия: Коритат, Энергона, Гиполинд и Новадрал.